# Scraptia nigricornis
Scraptia nigricornis es una especie de coleóptero de la familia Scraptiidae.

## Distribución geográfica
Habita en Sudamérica.